# Пакш
Пакш (на унгарски: Paks) е град, намиращ се в Централна Унгария и попадащ в окръг Толна. По продължение на почти цялата източна граница на града преминава коритото на река Дунав. Получава статут на град през 1979 година.
В Пакш се намира първата и единствената функционираща атомна електрическа централа в Унгария. Централата е построена по съветски проект и успява да задоволи над 50% от потреблението на електроенергия в страната. Функционират четири ядрени реактора ВВЕР-440/213, а в процес на построяване са още два реактора ВВЕР-1200. Разширяването на централата ще се осъществи от руската държавна корпорация за атомна енергия Росатом. 80% от разходите по проекта ще бъдат осигурени чрез вземането на кредит в размер на 10 милиарда Евро от Русия.
През ХХ век в централната част на стария град са построени няколко красиви имения, като повечето са ситуирани по продължението на централния площад на града – „Szent István tér“. На стената на едно от тези имения е поставена плоча в памет на прочутия унгарски държавник Ференц Деак. Градският музей се намира в рамките на бившото имение „Mádi-Kovács“.
В Пакш се намира католическата църква „Сърцето на Иисус“, построена през 1901 г., която представлява трикорабна базилика. Друга известна католическа църква в рамките на града е църквата „Светия дух“, която е изградена изцяло от дърво и е проектирана от унгарския архитект Имре Маковец. Освен това в града има и калвинистка църква, построена през 1775 г. и лутерианска църква, построена през 1884 г.
В източната част на града има стогодишна кестенова алея, която продължава до брега на река Дунав. Градът е домакин на пролетния фестивал „Whitsun“ и на националния фестивал „Gastroblues“, който е посветен на гастрономията, джаз, блус и рок музиката.
През XIX век по крайбрежието на река Дунав, между Пакш и град Дунафьолдвар, (на унгарски: Dunaföldvár) е намерено златно съкровище, датиращо от бронзовата епоха. Съкровището се намира в колекцията на Британския музей.
Местният футболен отбор е ФК Пакш. Също така Пакш е дом и на унгарския баскетболен клуб Atomerőmű SE.

## Побратимени градове
Пакш е побратимен град с
- Райхертсхофен, Германия
- Лауда-Кьонигсхофен, Германия
- Губин, Полша
- Галанта, Словакия
- Търгу Секуйеск, Румъния
- Ловийса, Финландия
- Нововоронеж, Русия[7]
- Вишково, Украйна

## Галерия
- АЕЦ Пакш.
- Базиликата „Сърцето на Иисус“.
- Кестеновата алея.
- Златно съкровище от бронзовата епоха.
- Поречието на река Дунав.